# 駒林神社 (神戸市)
駒林神社（こまがばやしじんじゃ）とは神戸市長田区駒ヶ林町にある八幡神社。長田港を正面に臨む場所に位置する。
別称駒ヶ林八幡宮
「駒ヶ林の厄神さん」「駒ヶ林の八幡さん」と呼ばれて親しまれている。「厄除の宮」とも言われ毎年1月18日～20日に行われる厄除大祭には遠近問わず多くの参拝者で賑わう。

## 祭神
- 応神天皇（誉田別命）
- 猿田彦大神
- 奇稲田姫命

## 沿革
創建年代は不明
- 治承2年（1178年）- この神社が務古の水門の一部にあたっていた。この年に平清盛が厳島神社参詣の途中に上陸したと『山槐記』にある。
- 延元元年（1336年）- 足利尊氏が西国敗走の折、奉詣して「今むかふ方は明石の浦ながらまだ晴れやらぬ我が思ひかな」と詠んで、社前の浜より乗船したと言われている。
- 文政13年（1830年）- 井山城守石原清左衛門が社殿を改築し、井戸ノ町若中より狛犬一対が奉納される等、社頭整備が進む。
- 明治26年（1893年）- 拝殿が新築される。
- 大正13年（1924年）- 荒廃していた社殿等を大きく修築。八王子八幡神社に若宮社を始め村内の小祠を合祀し「駒林神社」と改称する。
- 昭和63年（1988年）- 社殿が焼亡する。
- 平成元年（1989年）- 社殿を再建する。
- 平成7年（1995年）- 阪神・淡路大震災に被災。同年に社殿を復旧する。
- 平成25年（2013年）- 阪神・淡路大震災にて倒壊した大鳥居が第六十二回伊勢神宮式年遷宮と出雲大社遷座祭が共に行われたこの年に氏子により復興される。また「いかなごのくぎ煮発祥の地」の石碑がいかなごのくぎ煮振興協会より奉納される。竣工潜初祭は第六十二回神宮式年遷宮の内宮遷御の儀の斎行日10月2日に斎行。

## 主な祭り
厄除大祭
厄除開運、家内安全を祈願する神事。毎年1月18日 - 20日の三日間に渡って行われ、遠近から数万人規模の参拝者で賑わう。
例祭
5月3日。この月末に行われる駒ヶ林ふれあい祭で子供神輿の巡幸がある。
左義長祭
古来より駒ヶ林の浜でこの日に行われていた左義長をお祀りする。1月15日
大祓
夏越 7月14・15日 　師走 12月31日

## 境内社
神明宮
祭神：天照坐皇大御神
祭日：4月16日　10月16日
荒神社
祭神：火産霊大神　大国主大神　住吉大神
祭日：10月中旬
天光玉勝稲荷神社
祭神：宇賀之御魂大神
祭日：3月初午の日
靖国社
祭神：氏子関係戦没の靖国の神霊
祭日：毎月20日（10月は大祭）

## いかなごのくぎ煮発祥の地（駒ヶ林）
いかなご漁は一千年以上前から駒ヶ林で行われている。
かつてこの「いかなごのくぎ煮発祥の地」の石碑のある地点までが砂浜であったころ、この砂浜では左義長祭が行われていた。東西がそれぞれのお山を上げ、神社から出た行司のお山の前にて倒しあいをし、勝った方が網入れの優先権を得る。そして底引き網にていかなご漁が行われた。
前述の通り左義長の始まりは平安時代の永延二年（九八八）と伝わっており、遅くともその頃にはいかなご漁が始まっていたことが窺える。底引きで捕られるいかなごは成魚となったフルセである。平安時代、駒ヶ林には玄蕃寮（現在の税関にあたる）の出先機関があり、大陸との外交の要所であった。そのことから当時は希少な砂糖がすでに出回っていたと思われる。そしていつしかこの地ではいかなごを砂糖と醤油、生姜で炊いて食し始めた。
以上の歴史を記すため「いかなごのくぎ煮振興協会」はこの石碑を立て、駒林神社へ奉納した。

## 交通
- JR「新長田駅」下車、南へ1km
- 神戸市バス「大橋5丁目」下車南へ徒歩10分
- 神戸市バス「駒ヶ林町東」下車すぐ
- 神戸市バス「駒ヶ林公園」下車西へ徒歩3分
- 神戸市営地下鉄海岸線「駒ヶ林駅」下車、2番口から西へ徒歩3分

## その他
- 「平清盛上陸之地」と書かれた木碑が境内にある。また清盛上陸の図や清盛が馬に乗って駈ける図の絵馬が授与されている。
- 鉄人28号の描かれた絵馬が授与されている。
- 毎月二日間（月により変動）、神戸市立地域人材支援センターでの「コスメル。at NAGATA」に参加しているコスプレイヤーが撮影に訪れる。